# Protopselaphus poringensis
Protopselaphus poringensis (лат.) — вид жуков-стафилинид рода Protopselaphus. 

## Распространение
Юго-Восточная Азия: Малайзия (Сабах: Poring Hot).

## Описание
Мелкие коротконадкрылые жуки, длина тела менее 2 мм. От близких видов отличается следующими признаками: мезостернальный межтазиковый выступ широкий; скутеллюм с изогнутым субапикальным вдавлением; надкрылья длинные, равны 1,7—1,9 от длины пронотума и вместе примерно на 1/10 шире своей длины; мезостернальная длина более чем 0,4 x мезо-метастернальной длины. Основная окраска тела желтовато-коричневая. Усики 11-члениковые, последние три членика крупные и образуют расширенную булаву. Нижнечелюстные щупики состоят из 4 сегментов, нижнегубные щупики 3-члениковые. Глаза округлые, многофасеточные, выступающие. Переднеспинка овальная с полностью закругленными боковыми краями. Надкрылья относительно длинные, с параллельными сторонами и слегка закругленными задними краями. Ноги тонкие.